# Nicolaus Goldmann

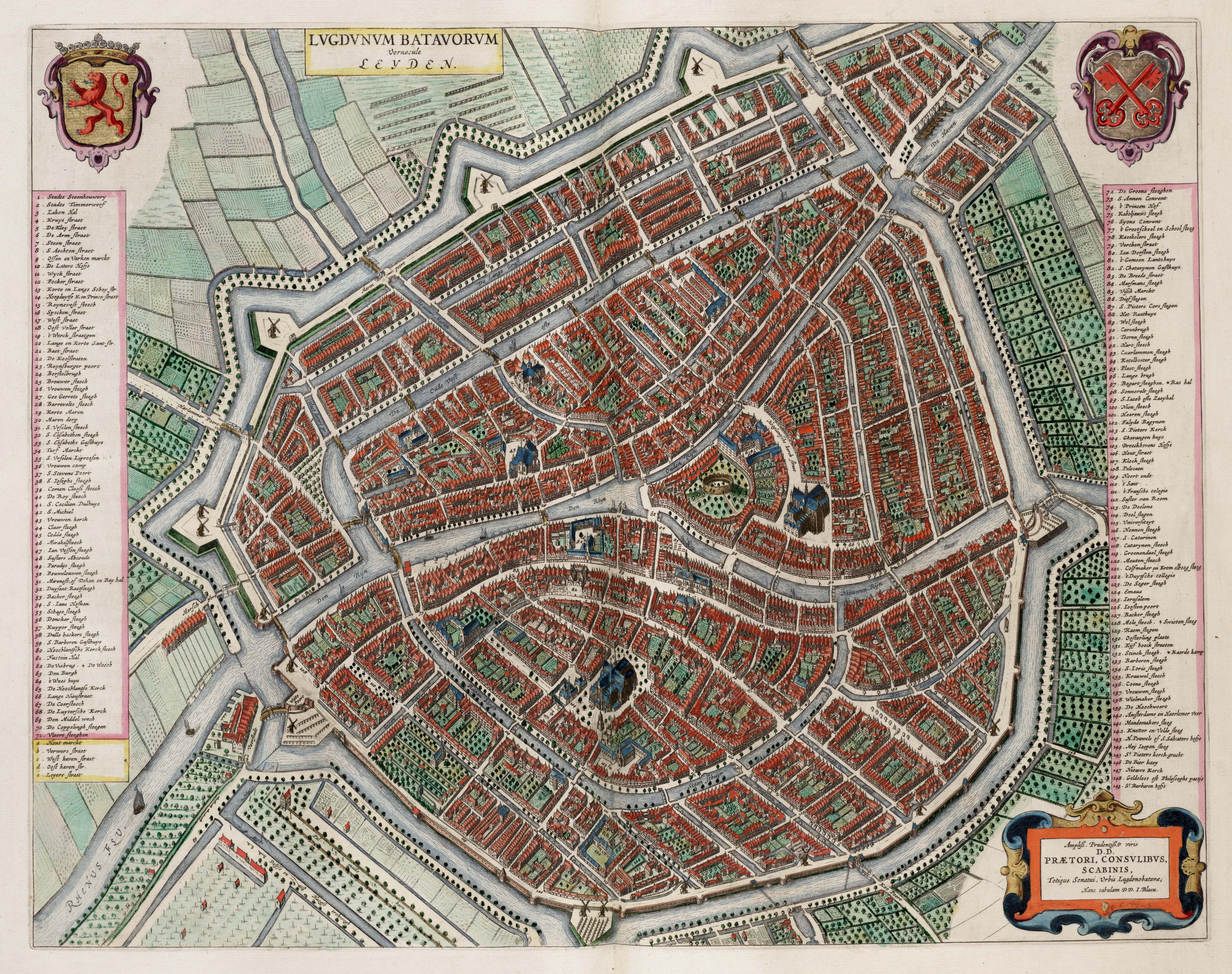
Leiden im 17. Jahrhundert, Atlas Joan Blaeu

Nicolaus Goldmann (auch Nikolaus Goldmann; getauft am 29. September 1611 in Breslau; † im 1. Halbjahr 1665 in Leiden) war ein deutscher Schriftsteller, Mathematiker, Jurist  und Architekturtheoretiker.

## Leben
Seine Eltern waren Johann Goldmann, Schöffenschreiber zu Breslau, und Maria Six. Nicolaus erhielt seine humanistische Ausbildung auf der Lateinschule zu St. Maria-Magdalene in Breslau. Anschließend studierte er ab 1629 Rechtswissenschaft an der Universität Leipzig und ab 1632 studierte er an der Universität Leiden Rechtswissenschaft und Mathematik. Später wurde er Privatdozent und erhielt einen Lehrauftrag in Leiden für Mathematik und Architektur. Nachdem er verschiedene Reisen in fremde Länder unternommen hatte, unterrichtete er Architektur in Leiden bis zu seinem Tod im Alter von 53 Jahren. Auf den Titelblättern seiner Werke bezeichnete er sich bis dahin immer als Breslauer Schlesier („Vratislaviensis Silesius“).
Sein Hauptwerk Vollständige Anweisung zu der Civil Bau-Kunst wurde 1699 von Leonhard Christoph Sturm veröffentlicht. In diesem Werk zitiert Goldmann unter anderem die Bücher von Vitruv, Leon Battista Alberti, Sebastiano Serlio, Andrea Palladio und Vincenzo Scamozzi. Im Vorwort berichtet Sturm von einer kurzzeitigen Berufung Goldmanns nach Venedig.
Neben dem bereits erwähnten Werk erstellte er eine Schrift Heilige Bau-Kunst oder des Vilalpandi Beschreibung des Tempels Salomonis. Keines dieser beiden Bücher wurde zu Lebzeiten Goldmanns veröffentlicht. 1662 ist dagegen in Lateinisch und Deutsch sein Buch De Stylometris, oder von dem Gebrauch der Baustäbe nach den fünff Seulen in Amsterdam erschienen (Bei einem Baustab bzw. Stylometer handelt es sich um ein Instrument zur Ausmessung von Säulen). Im Jahre 1643 wurde dann seine Krieges Bau-Kunst in Lateinisch gedruckt. Sein Buch Tractatus De Usu Proportionatorii Sive Circini Proportionalis wurde 1656 in lateinischer und deutscher Sprache in Leiden verlegt. Seine theoretischen und baupraktischen Lehrbücher über die Architektur beeinflussten die deutsche Baukunst des 17. und 18. Jahrhunderts.
Ein Beispiel mag zeigen, wie stark die „Anweisungen“ Goldmanns in der Architektur nachgewirkt haben: Noch um die Mitte des 18. Jahrhunderts hat der Architekt Ernst Georg Sonnin, Erbauer der Hamburger Michaelis-Kirche, bei der Berechnung des Turmgebälks den Vorstellungen Goldmanns entsprochen. Was insbesondere die Civilbaukunst angeht, so hat unter anderem auch der Philosoph Christian Wolff seine architektonischen Kenntnisse diesem schlesischen Landsmann zu verdanken, was er auch gerne zum Ausdruck gebracht hat.
Goldmanns Biograph Hans Reuther urteilte, dass von ihm das Bestreben nach wissenschaftlicher Fundierung der Bautheorie zwar mathematisch exakt in der Form einer brauchbaren Grundlehre vom Modul verwirklicht worden sei, er jedoch er in der formalen Anwendung seiner Ideen versagte, so dass seine Civil Bau Kunst längst vor der postumen Drucklegung stilistisch überholt gewesen sei.

## Werke
- Heilige Bau-Kunst oder des Vilalpandi, Beschreibung des Tempels Salomonis;
- Schriften über die Militärbaukunst: „Elementorum architectura militaris 1“, IV. Leiden 1643, in wenig veränderter französ. Ausg.: La nouvelle fortification 1645 ,
- Konstruktion für die Volute des Ionischen Säulenkapitells; veröffentlicht als Beigabe zu Joh. de Laet’s Vitruvausgabe, Amsterdam 1649  ;
- Tractatus De Usu Proportionatorii Sive. Circini. Proportionalis (Proportiona des Kreis). Leiden 1656. (Digitalisat)
- Erfindung der Baustäbe: Tractatus de Stylometris. Gebrauch der Baustäbe, Leiden 1662.
- Vollständige Anweisung zu der Civil Bau-Kunst(...), 1699 von Leonhard Christoph Sturm veröffentlicht. (Digitalisat)